# Don Juan (glasbena skupina)
Don Juan je bil slovenski ansambel, ki je višek dosegel konec 80–ih. Podobno kot skupine Rendez-Vous, Agropop in Čudežna polja je izvajal tako imenovano »govejo« pop glasbo in pri publiki dosegal neverjetne uspehe. Zaradi notranjih nesoglasij je v 90-ih skupino zapustil frontman in avtor večine skladb Branko Jovanović – Brendi in skupina je po slabem letu delovanja razpadla. Leta 2007 se je skupina po 11 letih premora ponovno zbrala v originalni zasedbi.

## Diskografija
- Don Juan (1988, ZKP RTV Ljubljana, LD 1594) (5.2.1988)
- Uspavanka za ... (1990, Mandarina, M1)
- Od Murske do Kopra (1990, ZKP RTV Slovenija, KD 1734)
- Največje uspešnice (1993, Mandarina, MCD 1 Mandarina) (kompilacija)
- Spet doma (CD, 1995, Corona, CCX 122 Corona) (brez Branka Jovanovića – Brendija)
- Don Juan za vse čase (3 CD, 2006, Mandarina, CDM 185 Mandarina) (november 2006) (kompilacija)
- Brendiju v slovo - pesmi, ki ohranjajo spomin nanj (CD, 2011, Mandarina, CDM 216 Mandarina) (kompilacija)

## Uspešnice
| Leto | Naslov                         | Album     |
| ---- | ------------------------------ | --------- |
| 1986 | "Mandarina"                    | Naj naj 2 |
|      | "Dekleta pa taka"              |           |
| 1986 | "Pod oknom sem stal"           | Naj naj 2 |
|      | "Povej mi Marina"              |           |
|      | "Gasilci smo"                  |           |
|      | "Najlepše so kelnarce"         |           |
| 1987 | "Ona sanja Pariz"              | Don Juan  |
| 1989 | "Rdečo rožo utrgal bom zate"   |           |
| 1993 | "Rad bi ti rekel nekaj lepega" |           |

## Nastopi na glasbenih festivalih

### EMA
- 1995: Naj tvoja volja se zgodi (Miran Fakin - Vili Bertok) - 6. mesto (72 točk)
- 1996: Ena, dva, tri (Miran Fakin - Vili Bertok) - 7. mesto (36 točk)